# Lista de episódios de Cake (série de televisão de 2019)
A seguinte é uma lista de episódios da série do FXX, Cake.

## Resumo da série
| Temporada | Temporada | Episódios | Episódios | Originalmente exibido  | Originalmente exibido  |
| Temporada | Temporada | Episódios | Episódios | Estreia da temporada   | Final da temporada     |
| --------- | --------- | --------- | --------- | ---------------------- | ---------------------- |
|           | 1         | 8         | 8         | 25 de setembro de 2019 | 13 de novembro de 2019 |
|           | 2         | 10        | 10        | 5 de março de 2020     | 30 de abril de 2020    |
|           | 3         | 10        | 10        | 9 de julho de 2020     | 3 de setembro de 2020  |
|           | Especiais | 8         | 8         | 2 de janeiro de 2020   | 27 de agosto de 2020   |
|           | 4         | 9         | 9         | 11 de março de 2021    | 29 de abril de 2021    |
|           | 5         | 10        | 10        | 30 de setembro de 2021 | 9 de dezembro de 2021  |

## Episódios

### 1.ª temporada (2019)
| N.º na série | N.º na temp. | Título                  | Exibição original      | Cód. de produção | Audiência nos EUA (milhões) |
| ------------ | ------------ | ----------------------- | ---------------------- | ---------------- | --------------------------- |
| 1            | 1            | "Cache Flow"            | 25 de setembro de 2019 | 101              | 0.160                       |
| 2            | 2            | "Inside Out"            | 2 de outubro de 2019   | 102              | 0.110                       |
| 3            | 3            | "Self Care"             | 9 de outubro de 2019   | 103              | 0.066                       |
| 4            | 4            | "Headspace"             | 16 de outubro de 2019  | 104              | 0.091                       |
| 5            | 5            | "Surprise Me!"          | 23 de outubro de 2019  | 105              | 0.043                       |
| 6            | 6            | "Bullies"               | 30 de outubro de 2019  | 106              | 0.059                       |
| 7            | 7            | "LOL (Living Out Loud)" | 6 de novembro de 2019  | 107              | 0.047                       |
| 8            | 8            | "Lost and Found"        | 13 de novembro de 2019 | 108              | 0.040                       |

### 2.ª temporada (2020)
| N.º na série | N.º na temp. | Título              | Exibição original   | Cód. de produção | Audiência nos EUA (milhões) |
| ------------ | ------------ | ------------------- | ------------------- | ---------------- | --------------------------- |
| 9            | 1            | "Brodeo"            | 5 de março de 2020  | 201              | 0.130                       |
| 10           | 2            | "Gene Therapy"      | 5 de março de 2020  | 202              | 0.080                       |
| 11           | 3            | "Cycle of Life"     | 12 de março de 2020 | 203              | 0.114                       |
| 12           | 4            | "Bait & Switch"     | 19 de março de 2020 | 204              | 0.124                       |
| 13           | 5            | "Overboard"         | 26 de março de 2020 | 205              | 0.113                       |
| 14           | 6            | "Forbidden Love"    | 2 de abril de 2020  | 206              | 0.153                       |
| 15           | 7            | "Confessions"       | 9 de abril de 2020  | 207              | 0.097                       |
| 16           | 8            | "Sorry Not Sorry"   | 16 de abril de 2020 | 208              | 0.068                       |
| 17           | 9            | "Use It or Lose It" | 23 de abril de 2020 | 209              | 0.084                       |
| 18           | 10           | "Rebirth"           | 30 de abril de 2020 | 210              | 0.107                       |

### 3.ª temporada (2020)
| N.º na série | N.º na temp. | Título                  | Exibição original     | Cód. de produção | Audiência nos EUA (milhões) |
| ------------ | ------------ | ----------------------- | --------------------- | ---------------- | --------------------------- |
| 19           | 1            | "Cos & Effect"          | 9 de julho de 2020    | 301              | 0.067                       |
| 20           | 2            | "Swipe Left"            | 9 de julho de 2020    | 302              | 0.036                       |
| 21           | 3            | "Mystery Loves Company" | 16 de julho de 2020   | 303              | 0.065                       |
| 22           | 4            | "Face the Music"        | 23 de julho de 2020   | 304              | 0.082                       |
| 23           | 5            | "Nine Lives"            | 30 de julho de 2020   | 305              | 0.060                       |
| 24           | 6            | "Game On"               | 6 de agosto de 2020   | 306              | 0.068                       |
| 25           | 7            | "Deuces Wild"           | 13 de agosto de 2020  | 307              | 0.081                       |
| 26           | 8            | "Ghosted"               | 20 de agosto de 2020  | 308              | 0.080                       |
| 27           | 9            | "ESC"                   | 27 de agosto de 2020  | 309              | 0.082                       |
| 28           | 10           | "At Your Service"       | 3 de setembro de 2020 | 310              | 0.061                       |

### Especiais (2020)
Oito especiais para a série foram ao ar em 2020, seis dos quais apresentavam conteúdo repaginado de outros episódios e dois dos quais apresentavam conteúdo novo. Os seis especiais repaginados incluíam "Sheet Cake: Oh Jerome, No", que apresentava todos os segmentos "Oh Jerome, No" da 1ª temporada apresentados em ordem sem a inclusão de outros segmentos, e cinco especiais "Pound Cake: Shark Lords" , cada um dos quais apresentou dois segmentos "Shark Lords" da 2ª temporada sem a inclusão de outros segmentos. Os dois especiais com novos conteúdos foram intitulados "Pound Cake: Thirsty", que era um curta-metragem original, e "Sad Day", que era um videoclipe original. Nenhum desses especiais incluiu outros segmentos.
| N.º | Título                        | Exibição original    | Cód. de produção | Audiência nos EUA (milhões) |
| --- | ----------------------------- | -------------------- | ---------------- | --------------------------- |
| 1   | "Sheet Cake: Oh Jerome, No"   | 2 de janeiro de 2020 | ASA              | ASD                         |
| 2   | "Pound Cake: Thirsty"         | 28 de maio de 2020   | ASA              | ASD                         |
| 3   | "Pound Cake: Shark Lords - 1" | 4 de junho de 2020   | ASA              | ASD                         |
| 4   | "Pound Cake: Shark Lords - 2" | 11 de junho de 2020  | ASA              | ASD                         |
| 5   | "Pound Cake: Shark Lords - 3" | 18 de junho de 2020  | ASA              | ASD                         |
| 6   | "Pound Cake: Shark Lords - 4" | 25 de junho de 2020  | ASA              | ASD                         |
| 7   | "Pound Cake: Shark Lords - 5" | 2 de julho de 2020   | ASA              | ASD                         |
| 8   | "Sad Day"                     | 27 de agosto de 2020 | ASA              | ASD                         |

### 4.ª temporada (2021)
| N.º na série | N.º na temp. | Título                  | Exibição original   | Cód. de produção | Audiência nos EUA (milhões) |
| ------------ | ------------ | ----------------------- | ------------------- | ---------------- | --------------------------- |
| 29           | 1            | "Ask, Believe, Receive" | 11 de março de 2021 | 401              | 0.116                       |
| 30           | 2            | "Here, There & Nowhere" | 11 de março de 2021 | 402              | 0.091                       |
| 31           | 3            | "Finders Keepers"       | 18 de março de 2021 | 403              | 0.090                       |
| 32           | 4            | "Out of Order"          | 25 de março de 2021 | 404              | 0.081                       |
| 33           | 5            | "Innernet"              | 1 de abril de 2021  | 405              | 0.090                       |
| 34           | 6            | "Dreamweaver"           | 8 de abril de 2021  | 406              | 0.142                       |
| 35           | 7            | "Mask Off"              | 15 de abril de 2021 | 407              | 0.134                       |
| 36           | 8            | "By Hook or By Crook"   | 22 de abril de 2021 | 408              | 0.097                       |
| 37           | 9            | "Restart"               | 29 de abril de 2021 | 409              | 0.110                       |

### 5.ª temporada (2021)
| N.º na série | N.º na temp. | Título             | Exibição original      | Cód. de produção | Audiência nos EUA (milhões) |
| ------------ | ------------ | ------------------ | ---------------------- | ---------------- | --------------------------- |
| 38           | 1            | "New Year, New Me" | 30 de setembro de 2021 | 501              | 0.090                       |
| 39           | 2            | "Inner Demons"     | 7 de outubro de 2021   | 502              | 0.092                       |
| 40           | 3            | "God Mode"         | 14 de outubro de 2021  | 503              | 0.116                       |
| 41           | 4            | "Big Time"         | 21 de outubro de 2021  | 504              | 0.073                       |
| 42           | 5            | "Brave New World"  | 28 de outubro de 2021  | 505              | 0.053                       |
| 43           | 6            | "You Do You"       | 4 de novembro de 2021  | 506              | 0.105                       |
| 44           | 7            | "Haunt or Hunt"    | 11 de novembro de 2021 | 507              | 0.097                       |
| 45           | 8            | "Magic Touch"      | 18 de novembro de 2021 | 508              | 0.080                       |
| 46           | 9            | "Peace Out"        | 2 de dezembro de 2021  | 509              | 0.105                       |
| 47           | 10           | "Sooner or Later"  | 9 de dezembro de 2021  | 510              | 0.091                       |